# Edoardo Bassini
Edoardo Bassini (Pavia, 14 aprile 1844 – Vigasio, 20 luglio 1924) è stato un chirurgo italiano.
È sepolto nel cimitero monumentale di Pavia.

## Biografia
Laureatosi all'Università degli Studi di Pavia e, divenuto medico, parteciperà nel 1866 alla terza guerra di indipendenza italiana e nel 1867 prese parte allo scontro di Villa Glori ove morirà Enrico, figlio di Carlo Cairoli. Bassini, in quella occasione fu ferito da un colpo di baionetta al basso ventre che gli causò una fistola cecale, lesione gravissima ma che gli evitò una peritonite fatale. La sua forte determinazione e le terapie a cui lo sottopose Luigi Porta - di cui fu allievo - portarono Bassini alla guarigione e a migliorare le proprie conoscenze chirurgiche frequentando gli ambienti chirurgici più importanti d'Europa.
Ebbe inoltre modo di frequentare gli ambienti chirurgici più importanti di Europa avendo modo di conoscere Theodor Billroth considerato il padre della chirurgia gastro-intestinale e Joseph Lister scopritore dell'antisepsi.
Ritornato in Italia applicò le conoscenze apprese alla sua attività professionale raggiungendo traguardi importanti.
Dapprima primario chirurgo all'ospedale della Spezia, nel 1878 fu nominato direttore della cattedra di clinica chirurgica dell'Università di Parma.
Nel 1882 si trasferì all'Università degli Studi di Padova dapprima come direttore della cattedra di patologia chirurgica e, dal 1888, (succedendo a Tito Vanzetti) come direttore di quella di clinica chirurgica, cattedra che manterrà fino al 1919.
Nel 1904 fu nominato Senatore del regno d'Italia. Morì a Vigasio il 20 luglio 1924.

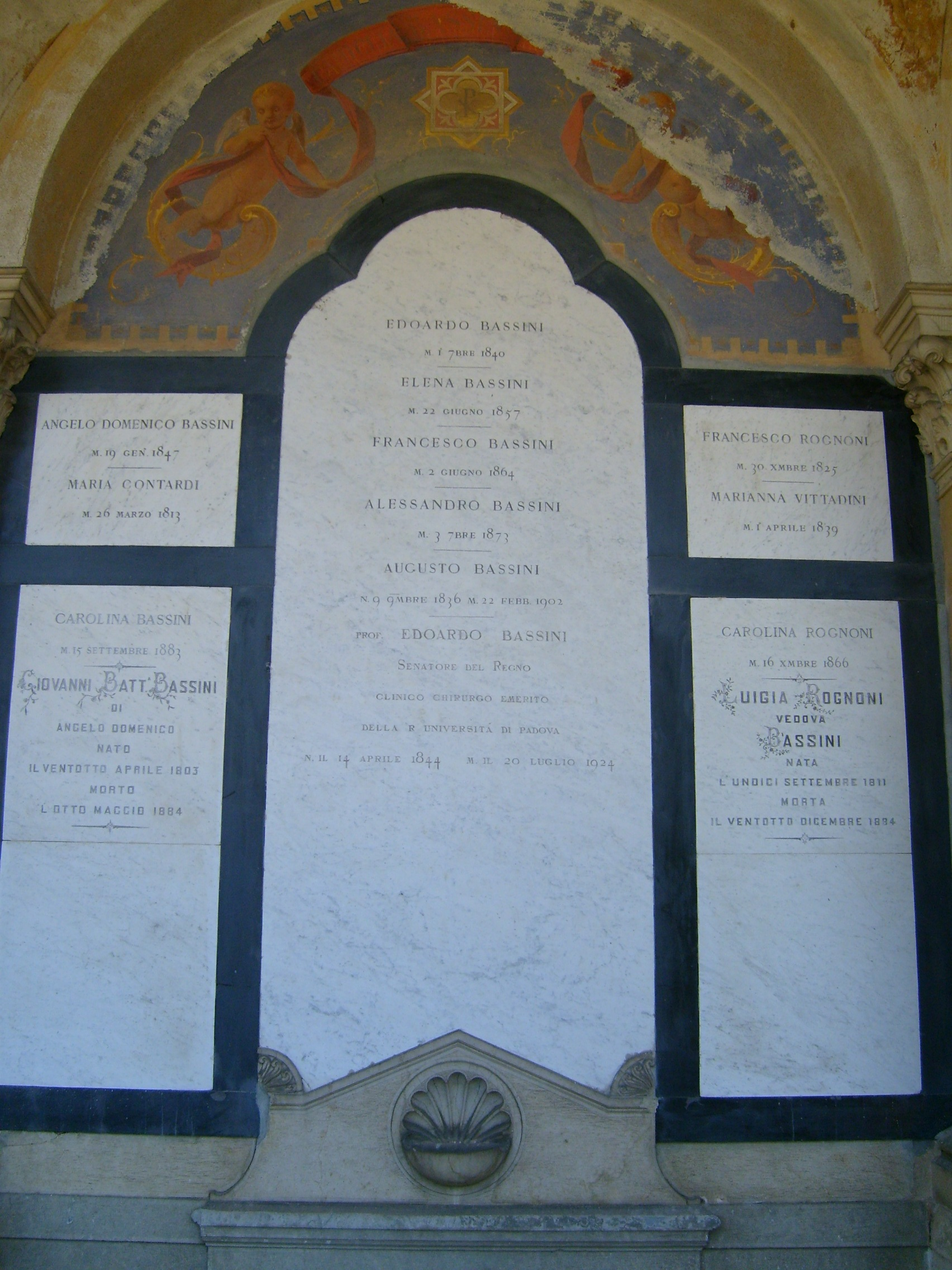
La tomba

## Il contributo agli studi anatomici e la tecnica chirurgica
Il suo contributo fondamentale alla chirurgia fu lo studio dell'anatomia della regione inguinale ideando un metodo originale di cura chirurgica radicale, come lui stesso la definì, dell'ernia, una tecnica sperimentata per la prima volta il 24 dicembre 1884 nell'ospedale maggiore di Padova.
I suoi studi furono contemporanei ed indipendenti rispetto a quelli di un altro straordinario chirurgo che trattò lo stesso argomento, William Stewart Halsted.
Il metodo Bassini è divenuto universalmente noto ed applicato dalla maggior parte dei chirurghi, costituendo il fondamento di numerose varianti tecniche sviluppate successivamente nella chirurgia di questa patologia invalidante.
Oggi l'intervento ha un significato più che altro storico essendo stato soppiantato dalle tecniche alloplastiche.

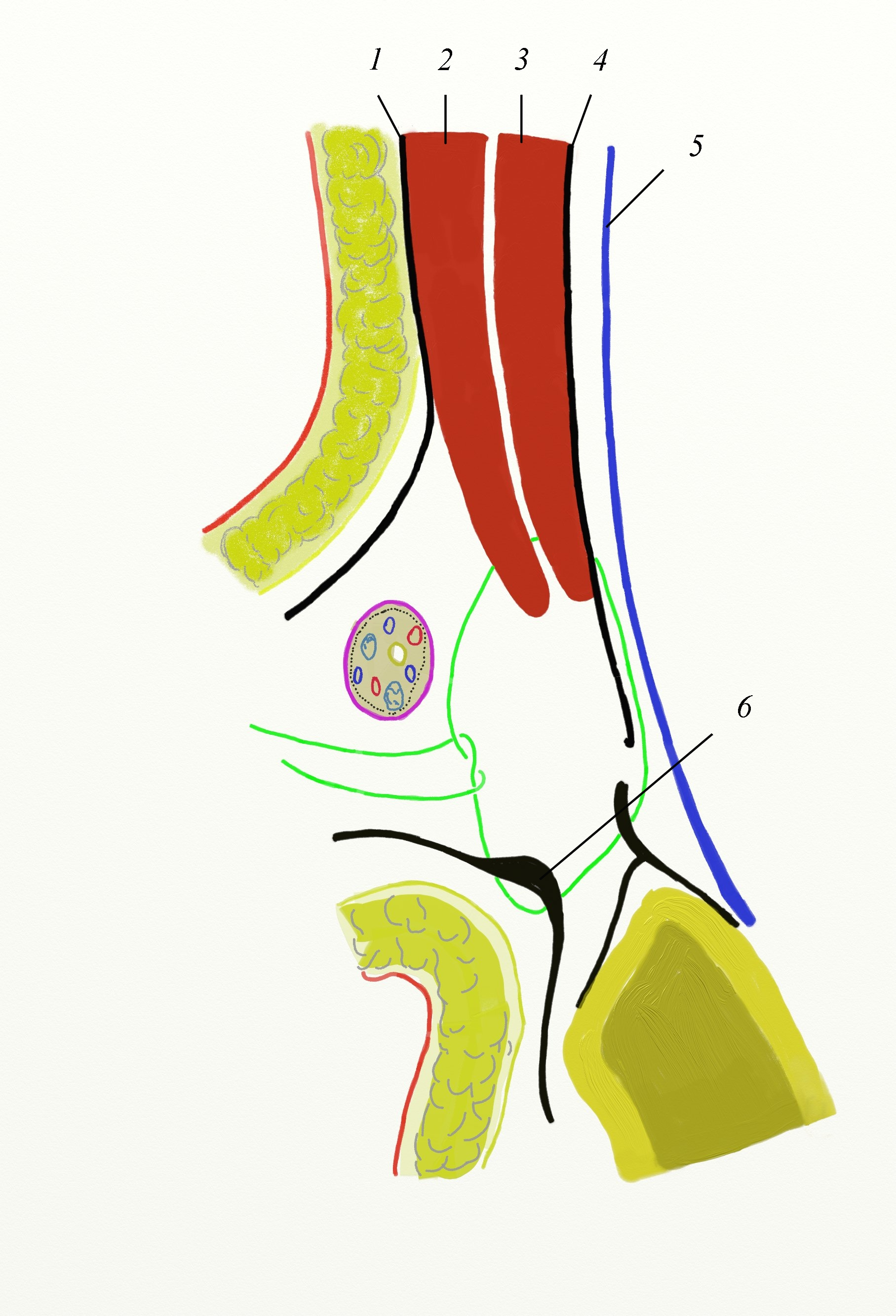
Terapia dell'ernia de Bassini (1884) 1. Aponeurosi Muscolo obliquo esterno; 2. Muscolo obliquo interno; 3. Muscolo trasverso dell'addome; 4. Fascia transversalis; 5. Perineo; 6. Legamento inguinale.

## Opere principali
- Nuovo metodo operativo per la cura dell'ernia inguinale, 1889.